# Associatie van liggend walstro en schapengras
De associatie van liggend walstro en schapengras (Galio-Festucetum) is een associatie uit het verbond van heischrale graslanden (Violion caninae). De associatie betreft een vrij algemene plantengemeenschap van drogere zandgronden gedomineerd door grassen en grasachtige planten, met op de tweede plaats kleinbloemige kruiden.

## Naamgeving en codering
| Galio hercynici-Festucetum ovinae Rasch ex Stieperaere 1969 |

- Syntaxoncode voor Nederland (rVvN): r19Aa01
- Natura2000-habitattypecode (EU-code): H6230
- BWK-karteringscode: hn

De wetenschappelijke naam Galio-Festucetum is afgeleid van de botanische namen van twee diagnostische plantensoorten van de associatie, het liggend walstro (Galium saxatile, synoniem: Galium hercynicum) en het fijn schapengras (Festuca filiformis, synoniem: Festuca ovina).

## Fysiognomie
Vegetatie van de associatie van liggend walstro en schapengras wordt gekenmerkt door een relatief open, laagblijvende vegetatie met een zeer beperkte boomlaag (meestal kleinblijvende zomereiken) en een beperkte struiklaag met struikhei, dophei en brem.
De kruidlaag is goed ontwikkeld en wordt gedomineerd door grassen en grasachtige planten als pilzegge. De grassen zijn vaak polvormend. Bijkomend vinden we kleinbloemige overblijvende kruiden met vooral liggend walstro en tormentil.
De moslaag is weinig opvallend en evenmin divers.

## Ecologie
Deze plantengemeenschap komt vooral voor op droge, oligotrofe, dikwijls wat lemige zandgronden, zoals in droge graslanden, open plekken in het bos en wegbermen.
De vegetatie is voor de watervoorziening vooral afhankelijk van een microklimaat met een hoge luchtvochtigheid.

## Subassociaties in Nederland en Vlaanderen
- Typische subassociatie
- Subassociatie met pijpenstrootje

In Vlaanderen worden in de associatie van liggend walstro en schapengras twee varianten onderscheiden, die niet benoemd zijn.
In boszomen en open plaatsen in het bos komt een variant voor met typische soorten van de klasse van gladde witbol en havikskruiden, zoals hengel, echte guldenroede en schermhavikskruid. In de variant zonder bosplanten is rode dophei dan weer de differentiërende soort.

## Verspreiding
Het verspreidingsgebied van de associatie van liggend walstro en schapengras is beperkt tot de Europese Atlantische regio.
In Nederland is deze associatie zeldzaam en beperkt tot de hogere zandgronden, voornamelijk in het Drents- en het Gelders district. Ze kent eenzelfde verspreiding als de stuifzandgemeenschappen, de associatie van struikhei en bosbes en de associatie van hondsroos en jeneverbes.
In Vlaanderen is ze meer verspreid, voornamelijk over de provincies West-Vlaanderen, Antwerpen en Limburg.

## Bedreiging en bescherming
Deze associatie wordt onder andere bedreigd door verruiging en verbossing, vooral door de verder oprukkende Amerikaanse vogelkers. Voor de instandhouding zijn maaien en verwijderen van het strooisel, extensieve begrazing en/of afbranden mogelijke oplossingen.

## Diagnostische taxa voor Nederland en Vlaanderen
De associatie is binnen het verbond het minst soortenrijk. Voor Nederland zijn liggend walstro en pilzegge kentaxa, voor Vlaanderen is dat veel minder het geval omdat die soorten ook in vochtigere gemeenschappen voorkomen. Grassen en schijngrassen zijn dominant, met voornamelijk tandjesgras, borstelgras, fijn schapengras, gewoon struisgras, bochtige smele, gewone veldbies en de al genoemde pilzegge. Opmerkelijk is dat het valkruid in deze associatie, alhoewel nog steeds zeer zeldzaam, haar ecologisch optimum kent.
Ze onderscheidt zich van de andere associaties binnen het verbond door de aanwezigheid van onder andere brem, fijn schapengras, schapenzuring, bochtige smele, gewoon biggenkruid, muizenoor en zandzegge. Van haar verwante associatie uit haar verbond, de associatie van klokjesgentiaan en borstelgras, kan zij verder worden onderscheiden door het ontbreken van aan vochtige standplaatsen gebonden soorten als veenmossen, ronde zonnedauw en gevlekte orchis.
In de onderstaande synoptische tabel staan de belangrijkste diagnostische taxa van de associatie van liggend walstro en schapengras voor Nederland en Vlaanderen.

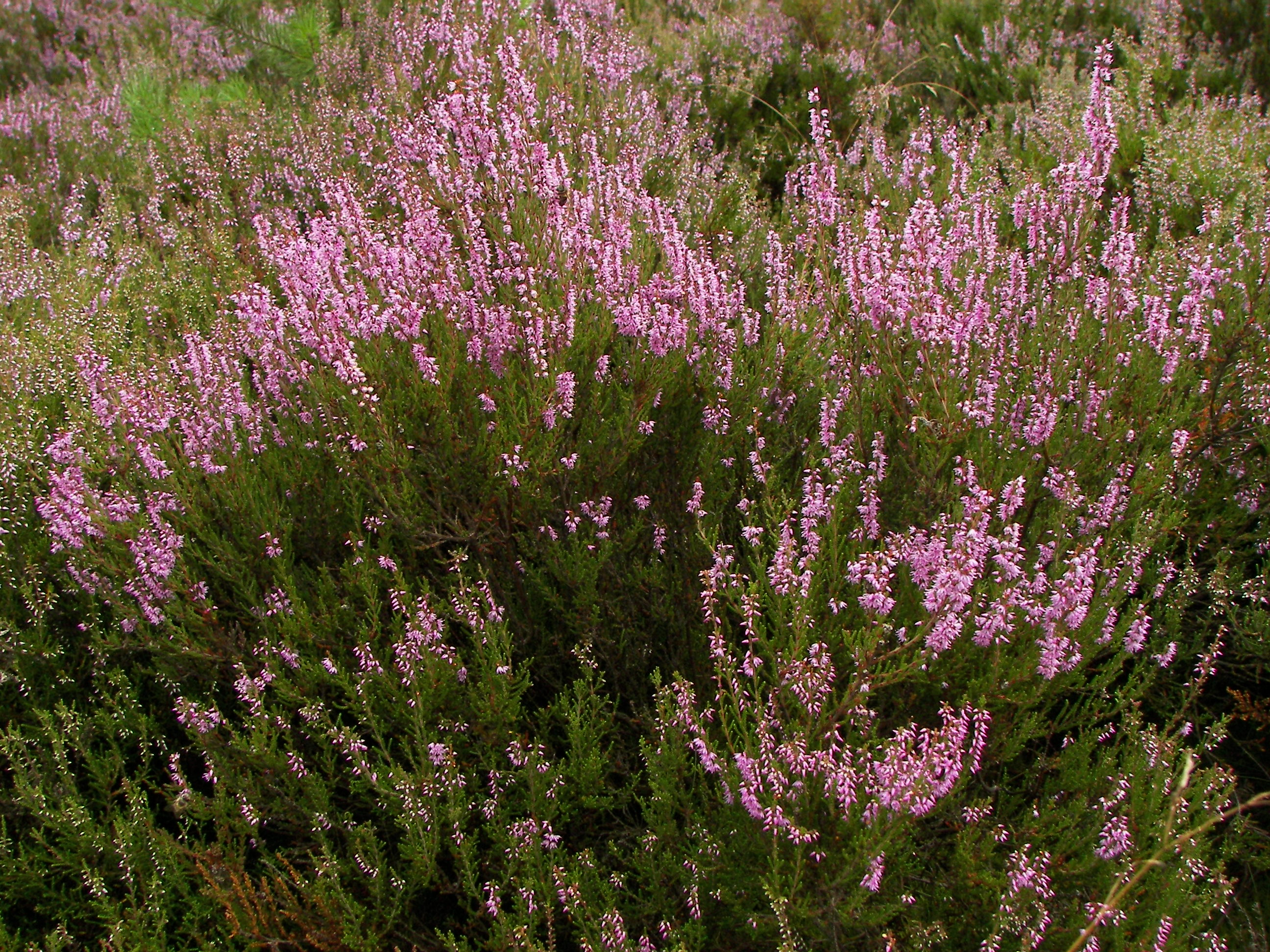
Struikhei

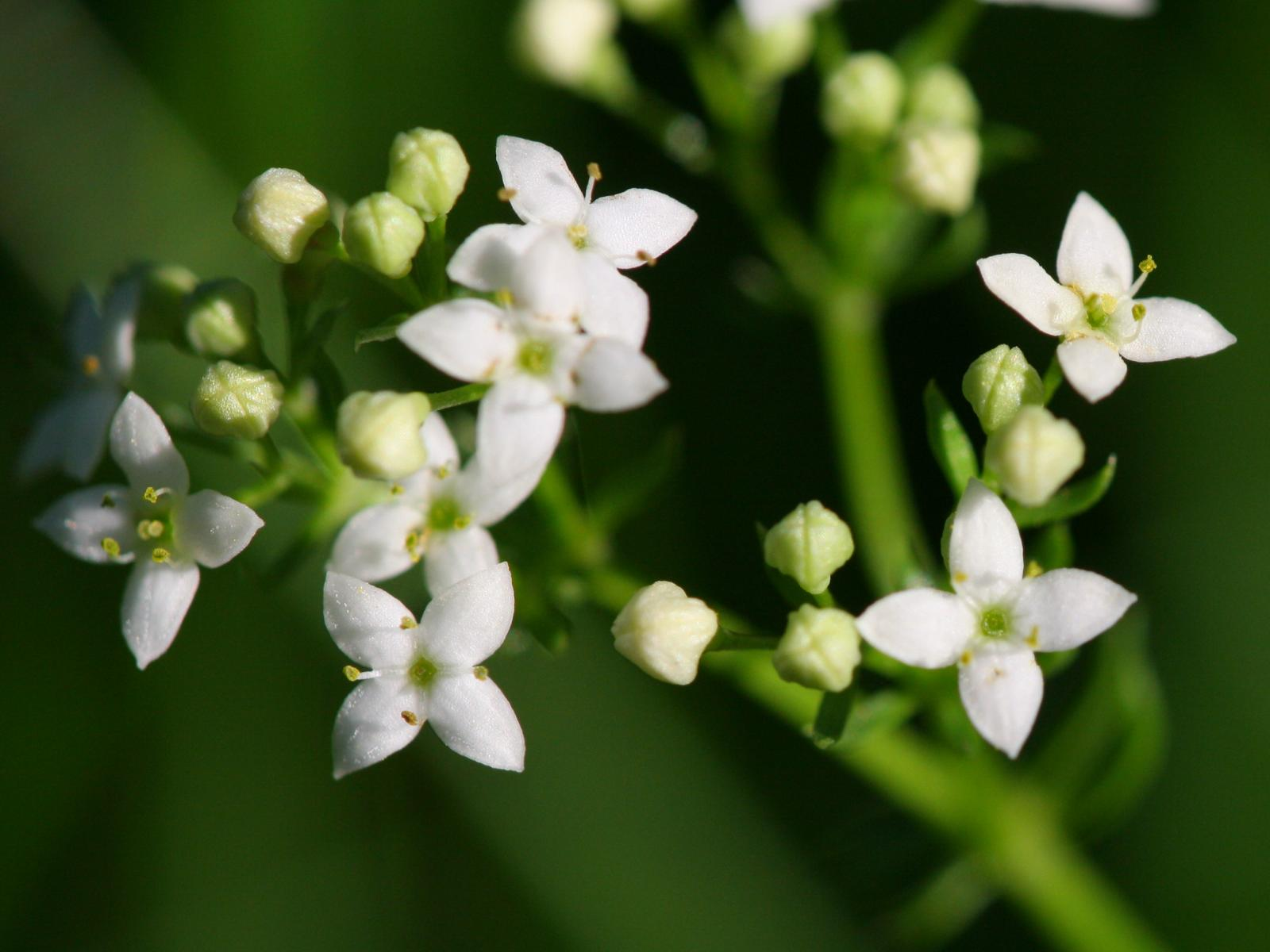
Liggend walstro

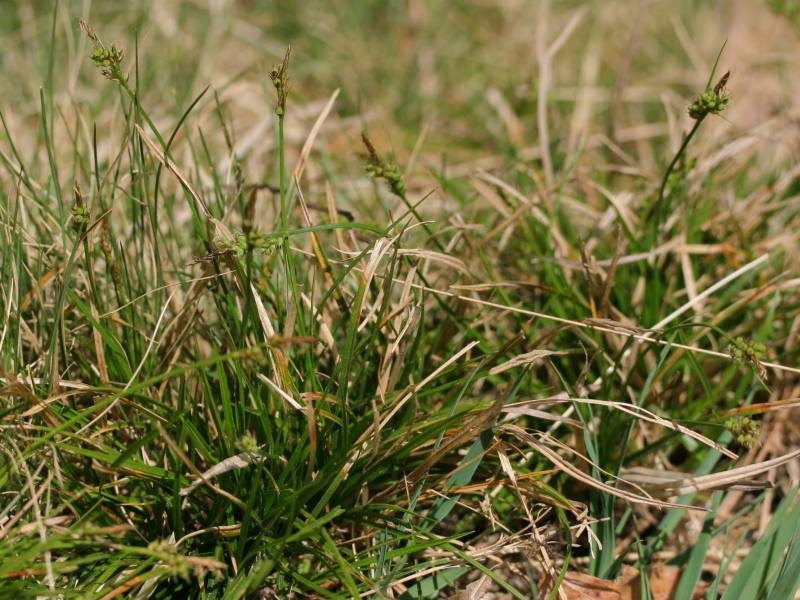
Pilzegge

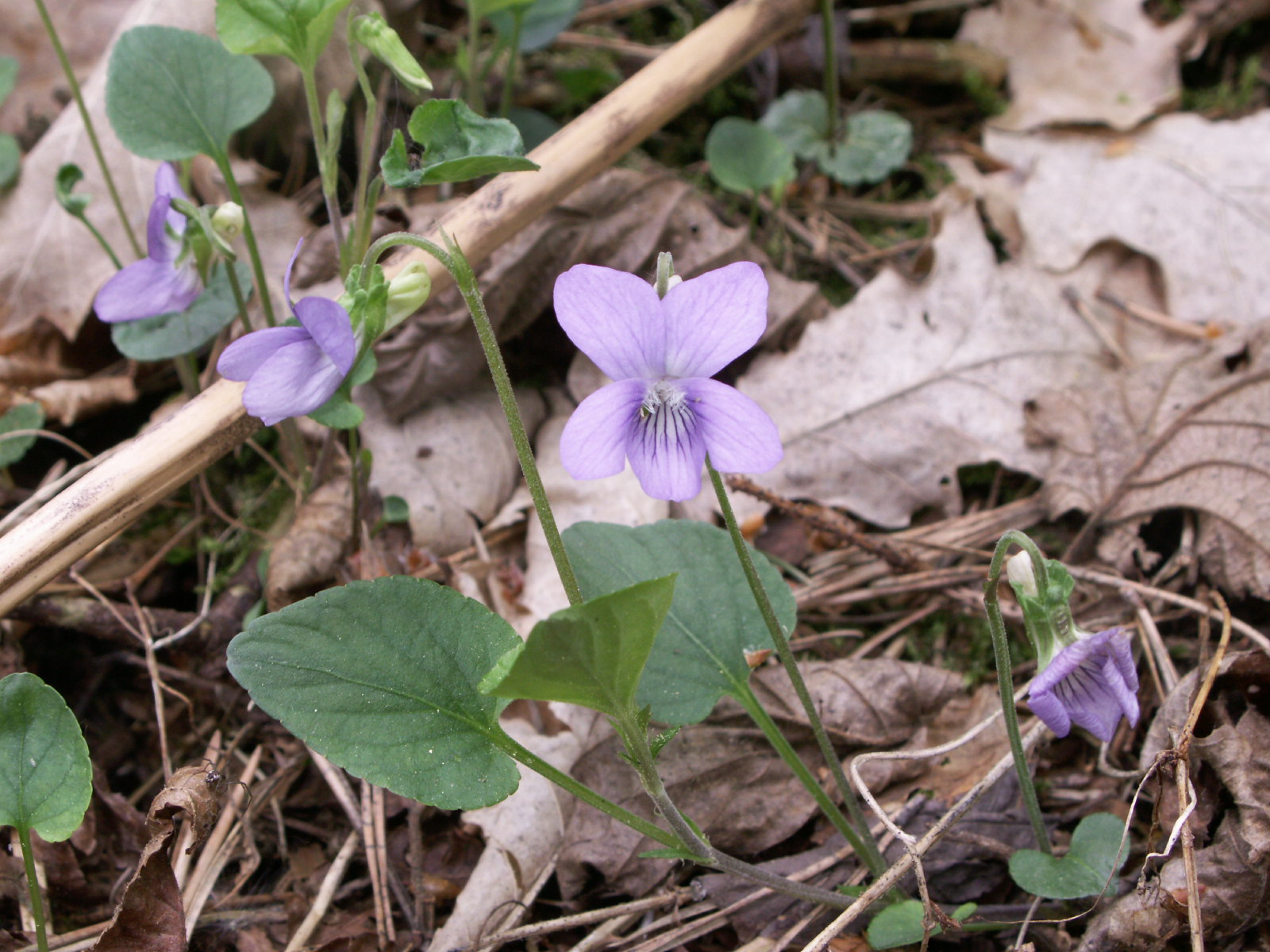
Hondsviooltje

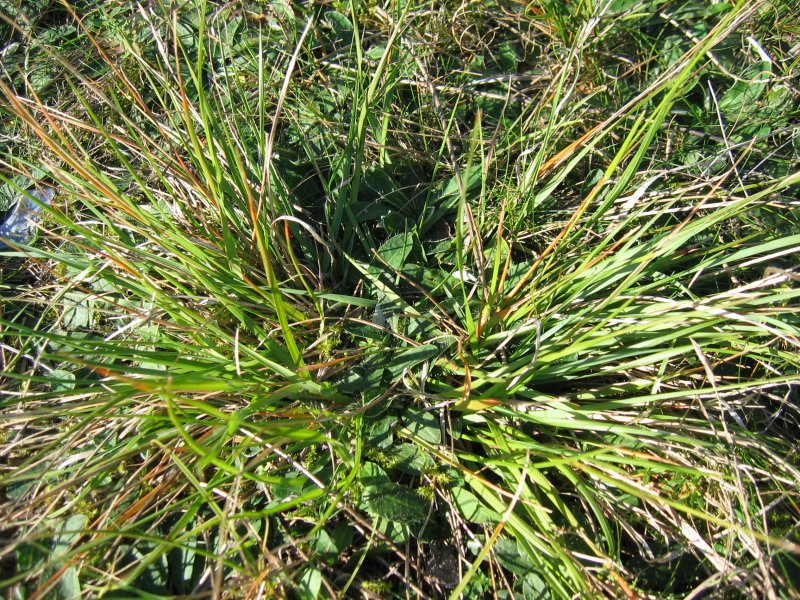
Tandjesgras

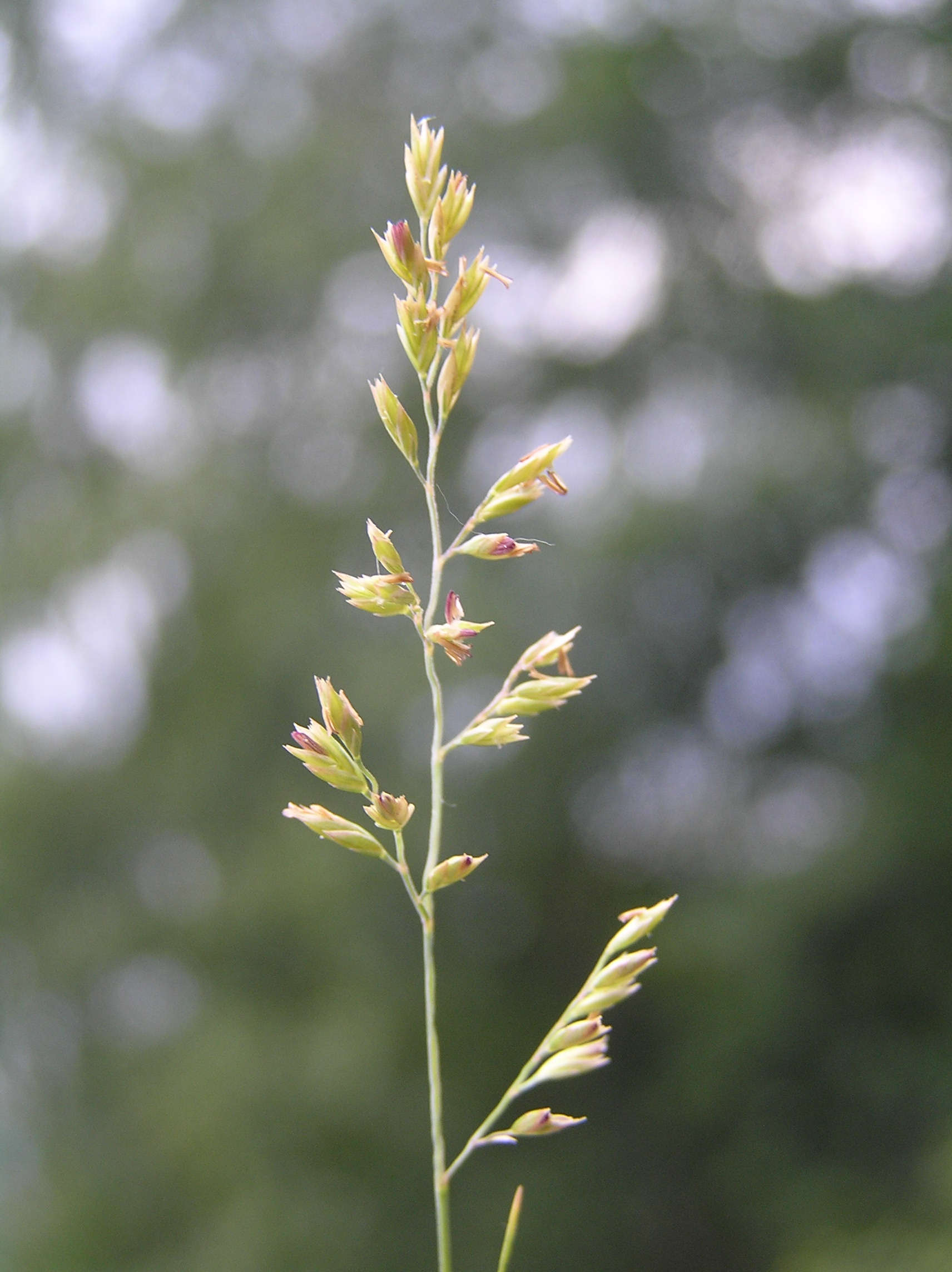
Fijn schapengras

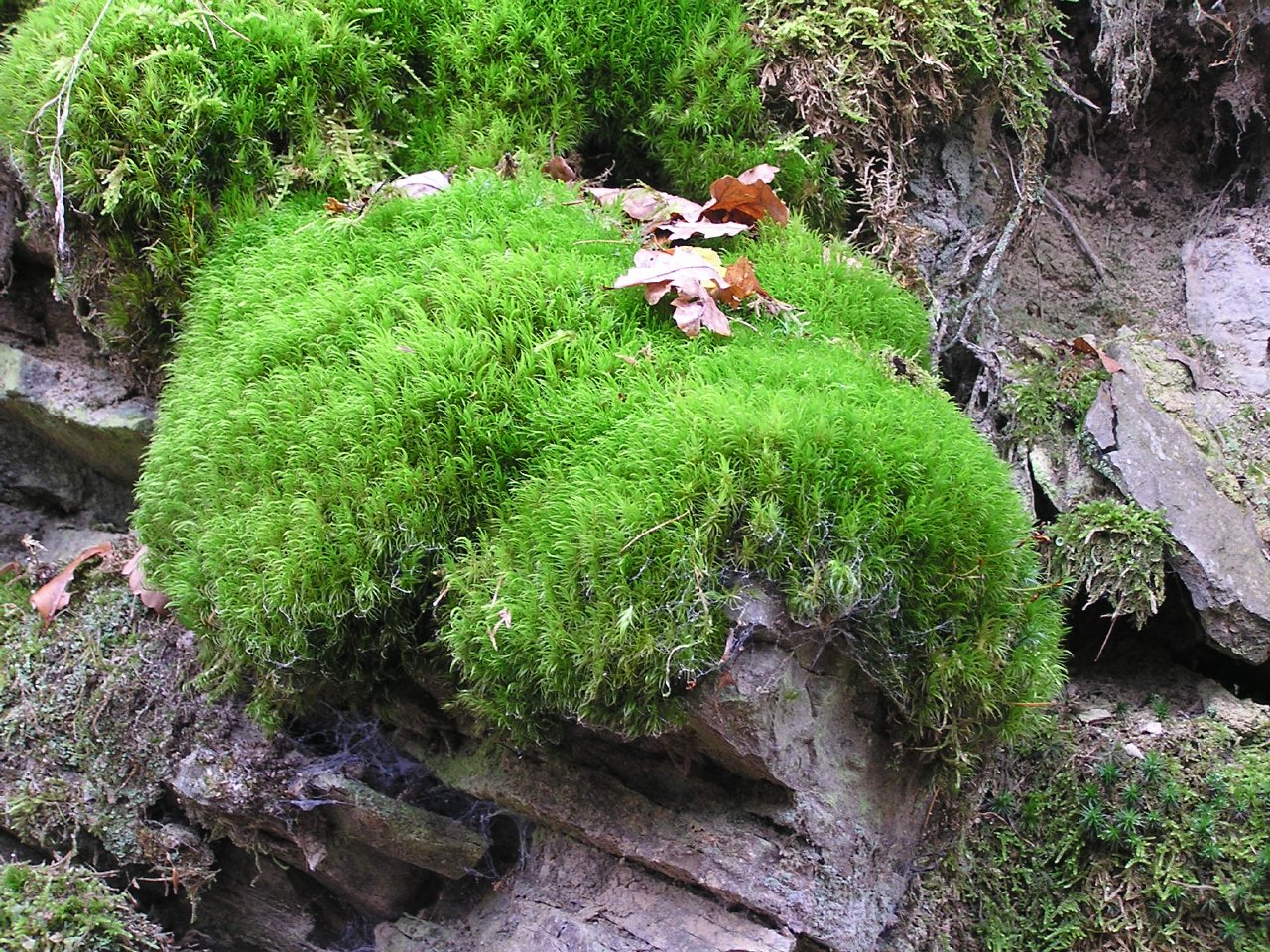
Gewoon gaffeltandmos

Kruidlaag
| Kentaxon | Diff.soort | Abundantie | Triviale naam      | Botanische naam        | Opmerking                 |
| -------- | ---------- | ---------- | ------------------ | ---------------------- | ------------------------- |
| kA       |            | D          | liggend walstro    | Galium saxatile        |                           |
| kA       |            | A          | pilzegge           | Carex pilulifera       |                           |
| kV       |            | Z          | hondsviooltje      | Viola canina           |                           |
| kV       |            | Z          | mannetjesereprijs  | Veronica officinalis   |                           |
| kV       |            | Z          | gelobde maanvaren  | Botrychium lunaria     |                           |
| kV       |            | Z          | stijve ogentroost  | Euphrasia stricta      |                           |
| kV       |            | Z          | rozenkransje       | Antennaria dioica      |                           |
| kV       |            | Z          | heidezegge         | Carex ericetorum       |                           |
| kV       |            | Z          | kleine schorseneer | Scorzonera humilis     |                           |
| kK       |            | A          | tandjesgras        | Danthonia decumbens    |                           |
| kK       |            | F          | borstelgras        | Nardus stricta         |                           |
| kK       |            | F          | tormentil          | Potentilla erecta      |                           |
| kK       |            | Z          | valkruid           | Arnica montana         |                           |
|          | dA         | A          | fijn schapengras   | Festuca filiformis     |                           |
|          |            | F          | gewoon struisgras  | Agrostis capillaris    |                           |
|          |            | F          | pijpenstrootje     | Molinia caerulea       |                           |
|          | dA         | F          | schapenzuring      | Rumex acetosella       |                           |
|          | dA         | F          | bochtige smele     | Avenella flexuosa      |                           |
|          |            | F          | gewone veldbies    | Luzula campestris      |                           |
|          | dA         | O          | gewoon biggenkruid | Hypochaeris radicata   |                           |
|          | dA         | O          | muizenoor          | Pilosella officinarum  |                           |
|          |            | A          | struikhei          | Calluna vulgaris       |                           |
|          |            | O          | gewone dophei      | Erica tetralix         |                           |
|          | dA         |            | gewone brem        | Cytisus scoparius      |                           |
|          | dS         |            | rode dophei        | Erica cinerea          | variant zonder bosplanten |
|          |            | O          | gestreepte witbol  | Holcus lanatus         |                           |
|          |            | O          | gewoon reukgras    | Anthoxanthum odoratum  |                           |
|          | dA         |            | zandblauwtje       | Jasione montana        |                           |
|          | dA         |            | zandzegge          | Carex arenaria         |                           |
|          | dA         |            | klein vogelpootje  | Ornithopus perpusillus |                           |
|          | dS         |            | echte guldenroede  | Solidago virgaurea     | variant met bosplanten    |
|          | dS         |            | hengel             | Melampyrum pratense    | variant met bosplanten    |
|          | dS         |            | schermhavikskruid  | Hieracium umbellatum   | variant met bosplanten    |

Moslaag
| Kentaxon | Diff.soort | Abundantie | Triviale naam        | Botanische naam         | Opmerking |
| -------- | ---------- | ---------- | -------------------- | ----------------------- | --------- |
|          |            | O          | gewoon gaffeltandmos | Dicranum scoparium      |           |
|          |            | O          | bronsmos             | Pleurozium schreberi    |           |
|          | dA         |            | zandhaarmos          | Polytrichum juniperinum |           |

## Biologische Waarderingskaart
In de Biologische Waarderingskaart (BWK) van Vlaanderen en het Brussels Hoofdstedelijk Gewest is deze associatie opgenomen als struisgrasvegetatie (ha).
Dit vegetatietype staat gewaardeerd als 'biologisch zeer waardevol'.

## Fotogalerij

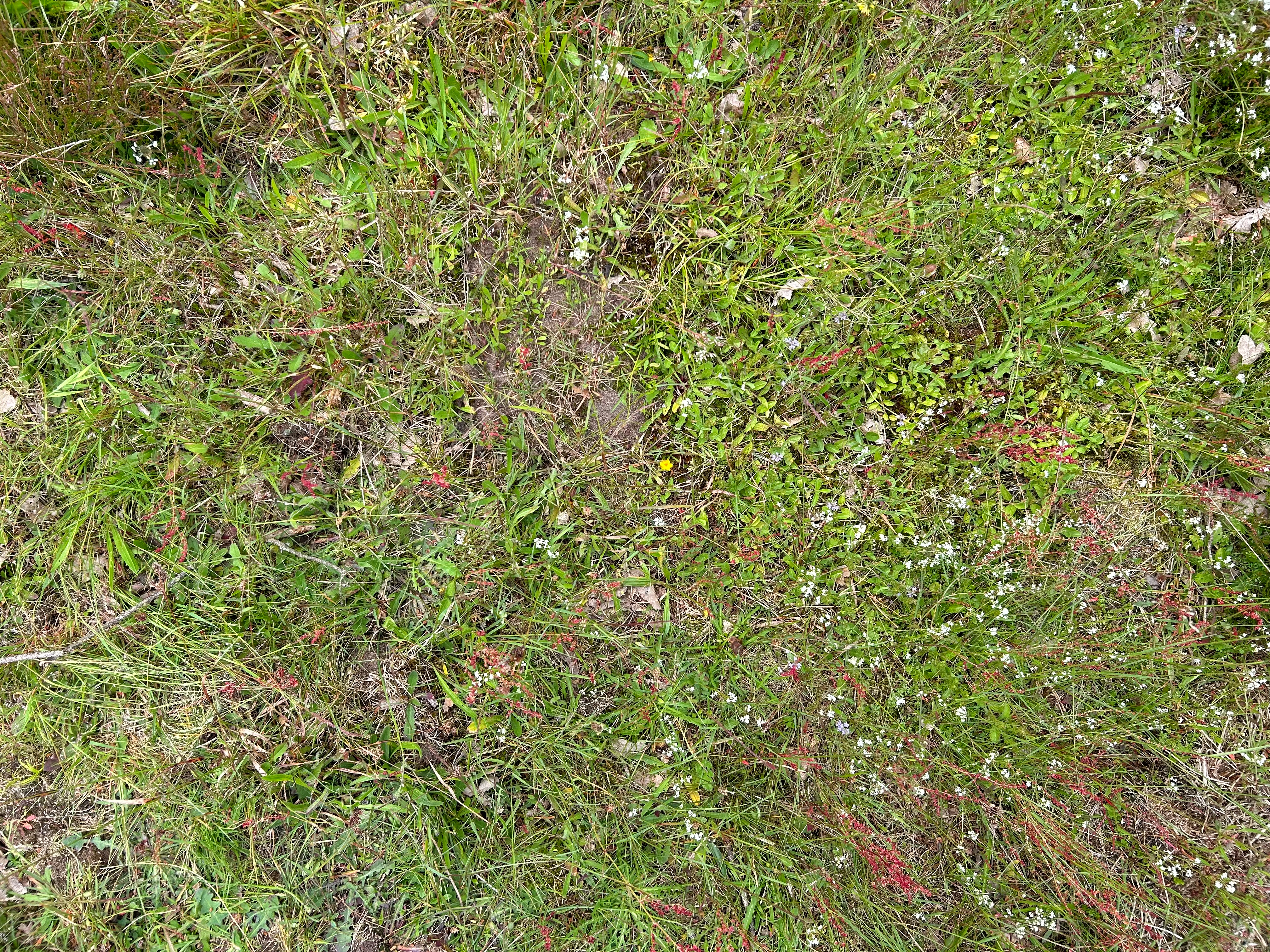
Een close-up